# لومن ۱۴۱

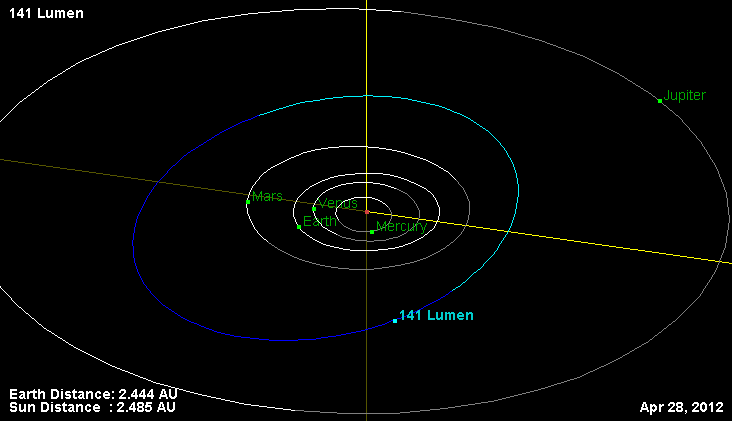
نمایی از محل قرارگیری سیارک لومن ۱۴۱ در مدار – ۲۰۱۲

سیارک ۱۴۱ (به انگلیسی: 141 Lumen) صد و چهل و یکمین سیارک کشف شده‌است که در ۱۳ ژانویه ۱۸۷۵ و در پاریس کشف شد.
قدر مطلق سیارک برابر ۸٫۲۰ است.